# Tuchín
Tuchín ist eine Gemeinde (municipio) im Departamento Córdoba in Kolumbien.

## Geographie
Tuchín liegt im Nordosten von Córdoba auf einer Höhe von 106 m ü. NN, 127 km von Montería entfernt. Die Gemeinde grenzt im Norden an San Antonio de Palmito und Sincelejo im Departamento de Sucre, im Osten und Süden an San Andrés de Sotavento und im Westen an Chimá und Momil.

## Bevölkerung
Die Gemeinde Tuchín hat 41.345 Einwohner, von denen 6832 im städtischen Teil (cabecera municipal) der Gemeinde leben (Stand: 2019).

## Geschichte
Der Großteil der Bevölkerung von Tuchín gehört der Gruppe der Zenú-Indigenen an. Der Ort wurde 1826 gegründet und zu Ehren eines historischen Kaziken benannt. Seit 2007 hat Tuchín den Status einer Gemeinde. Vorher gehörte der Ort zur Gemeinde San Andrés de Sotavento.

## Wirtschaft
Der wichtigste Wirtschaftszweig von Tuchín ist die Landwirtschaft, insbesondere der Anbau von Mais und Maniok.